# Terminologisierung
Die Umwandlung eines gemeinsprachlichen Ausdrucks in einen Fachbegriff (Terminus technicus) mittels einer fachspezifischen Definition nennt sich Terminologisierung.
So unterscheidet die Rechtslehre zwischen Eigentum und Besitz. Der Eigentümer hat ein umfassendes Herrschaftsrecht über ein Objekt und der Besitzer hat die tatsächliche Gewalt über eine Sache.
Demgegenüber bezeichnet der Begriff Entterminologisierung den Übergang eines Fachausdruckes aus einer Fachsprache in die Gemeinsprache. Der Prozess kann im Sinne einer Übernahme oder einer Rückübernahme ablaufen.
Beispielsweise fand das Wort „Kommunikation“ schon im 16. Jahrhundert in der deutschen Gemeinsprache Verwendung. Im letzten Jahrhundert übernahmen Linguistik und Sprachsoziologie den Begriff und definierten ihn in ihrem Sinne. Inzwischen ist der Ausdruck wieder von der Gemeinsprache vereinnahmt worden.